# Building Australia Party
Building Australia Party är ett mindre politiskt parti i Australien som förespråkar rättigheter för byggindustrin. Partier bildades på grund av ett missnöje med den australiska bygg- och designindustrin. och registrerades först i New South Wales i juni 2010.. Partiet leds av Ray Brown JP,, en arkitekt och den nuvarande presidenten för den nationella designföreningen "Building Designers Association of Australia"..